# 菓子浩
菓子 浩（かし ひろし、1968年 - ）は、日本のテレビプロデューサー、演出家。NHK制作局チーフプロデューサー。

## 来歴
富山県富山市出身。富山県立富山中部高等学校を経て、1993年に神戸大学経営学部を卒業、同年、NHKに入局。初任地は京都局だった。

## 主な作品

### テレビドラマ
- 連続テレビ小説
  - 天花 （2004前期・東京） - 演出
  - 風のハルカ （2005後期・大阪） - 演出
  - 芋たこなんきん （2006後期・大阪） - 演出
    - 芋たこなんきん 思い出スペシャル （2007年5月20日・大阪） - 演出[6]

  - ちりとてちん （2007後期・大阪） - 演出
  - ウェルかめ （2009後期・大阪） - プロデューサー
  - あまちゃん （2013前期・東京） - 制作統括（訓覇圭と）
  - ひよっこ（2017年前期・東京） - 制作統括[9]
- 大河ドラマ
  - 青天を衝け（2021年）- 制作統括
- 他
  - 浪花の華〜緒方洪庵事件帳〜 （2009「土曜時代劇」・大阪制作） - 演出
  - 金魚倶楽部 （2011・総合） - 制作統括（岡本幸恵と）
  - それからの海 （2012年3月3日・総合） - 制作統括[10][11]
  - はつ恋 （2012「ドラマ10」・総合） - 制作統括（小松昌代と）
  - ABUアジア子どもドラマシリーズ2012 第2回「ヒカルの掃除」 （2012年8月1日・Eテレ） - 制作統括
  - さよなら私 （2014「ドラマ10」・総合） - 制作統括
  - 石川発地域ドラマ いよっ!弁慶（2018年10月31日、NHK金沢放送局制作・BSプレミアム） - 制作統括
  - 信州発地域ドラマ ピンぼけの家族（2020年3月4日、BSプレミアム） - 制作統括
  - 満天のゴール（2023年3月25日、BS4K） - 制作統括（訓覇圭、黒沢淳と）

## 受賞歴
- 2018年エランドール賞 プロデューサー奨励賞（『ひよっこ』）[12]